# NOLA2
La subunidad 2 del complejo de ribonucleoproteína H / ACA es una proteína que en humanos está codificada por el gen NHP2 .
Este gen es miembro de la familia de genes snoRNP (ribonucleoproteínas nucleolares pequeñas) de H/ACA. Los snoRNP están involucrados en varios aspectos del procesamiento y modificación del ARNr y se han clasificado en dos familias: C/D y H/ACA.
Es requerido para la biogénesis de los ribosomas y el mantenimiento de los telómeros. Parte del complejo de ribonucleoproteína nucleolar pequeña H / ACA (H / ACA snoRNP), que cataliza la pseudouridilación del ARNr. Esto implica la isomerización de uridina de modo que la ribosa se adhiera posteriormente a C5, en lugar del N1 normal. Cada ARNr puede contener hasta 100 residuos de pseudouridina ('psi'), que pueden servir para estabilizar la conformación de los ARNr. También puede ser necesario para el procesamiento correcto o el tráfico intranuclear de TERC, el componente de ARN de la holoenzima de la transcriptasa inversa telomerasa (TERT).
Los snoRNP de H/ACA también incluyen las proteínas DKC1, NOLA1 y NOLA3. Estas cuatro proteínas snoRNP de H/ACA se localizan en los componentes fibrilares densos de los nucléolos y en los cuerpos enrollados en el núcleo. Tanto la producción de rRNA 18S como la pseudouridilación de rRNA se ven afectadas si se agota cualquiera de las cuatro proteínas. Las cuatro proteínas snoRNP de H/ACA también son componentes del complejo de telomerasa. Este gen codifica una proteína relacionada con Saccharomyces cerevisiae Nhp2p. Se han encontrado dos variantes de transcripción que codifican diferentes isoformas para este gen.